# 金沢大学附属中学校
金沢大学附属中学校（かなざわだいがくふぞくちゅうがっこう）は、石川県金沢市に所在する国立中学校。
金沢大学の附属学校。正式名称は「金沢大学人間社会学域学校教育学類附属中学校」（かなざわだいがくにんげんしゃかいがくいきがっこうきょういくがくるいふぞくちゅうがっこう）である。 1学年附属小学校からの100名と、外部からの学力試験を経た60名から構成される。

## 概要
旧制石川師範学校には男子部・女子部のそれぞれに附属小学校が設置されていたのを、1947年4月、それぞれに附属中学を併設。1949年4月、石川青年師範学校に附属中学校が設置されたが、3つの附属中学を統合、石川師範学校附属中学校として金沢市広坂通88の校舎で設置される。1949年5月、金沢大学石川師範学校附属中学校と改称する。1951年3月、金沢大学教育学部附属中学校と改称する。
戦後の1949年5月31日、新制金沢大学が発足する。金沢大学は戦前からの系譜をもつ総合大学であり、北陸有数の難関大学となる。そのため、金沢大附属には金沢圏の受験上位層が集中し、金沢大附中は金沢圏の中学受験のとっかかりとなった。
ただし、附属高校との中高一貫教育は現在でも採用していない。附属中学校の1学年は160名なのに対し、附属高校への内部進学は例年約70名である。
1995年9月、附属幼稚園、附属小学校と共に附属高校の所在する平和町キャンパスへ移転した。なお、旧校地の広坂には2004年9月に金沢21世紀美術館が開館している。

## 教育
自由闊達を気風とし、広い視野と豊かな人間性を持ち、将来、社会的使命を果たす生徒を育成することを教育目標としている。ESD (Education for Sustainable Development)「持続可能な開発のための教育」も視野に入れ、そのために、協働活動の充実、学力の定着、体力の増進に努めている。
金沢大学人間社会学域学校教育学類の附属学校であるため、前期中等教育を進化発展させるための教育研究の実証、および教育実習等を通した学生の指導を行う。
協働活動の一環として、当校の生徒は全員、委員会または係（後述）のいずれかの役職に就かなければならない。
近年では、伝統文化教育の研究、STEAM教育を進めているのが特徴的である。

## 行事
| - 4月 入学式・新入生歓迎会 - 5月 修学旅行(3年生) - 6月 合唱コンクール | - 7月 職場体験（1・2年生） - 9月 教育実習 | - 12月 球技大会(3年生) - 3月 球技大会（1・2年生）・卒業式 |

新入生歓迎会
生徒会執行部より:部活動紹介、生徒会活動、教員紹介が行われる。
運動会
各クラスが4つの団に分かれ得点を競い合う。各団による応援披露も見物である。それぞれの種目は委員会（生徒会執行部も）ごとに考えるため、毎年様々な種目が行われる。
合唱コンクール
金沢歌劇座で行われる。各学年に最優秀賞、優秀賞が送られる。これらは、担任を持っていない10名程度の教員により審査される。また、生徒による投票もあり、最も投票の多かったクラスには「柏賞」が送られる。令和6年度からは11月実施に変更となった。

## 委員会、係

### 生徒会執行部
- 会長（生徒会の運営）
- 副会長（会長のサポート）
- 書記（2名）（書類の記入・管理)
- 会計（生徒会の財務をつかさどる）

### クラスの代表職
- 会長（クラスリーダー）
- 副会長（クラスサブリーダー）
- 書記（予定黒板の記入）
- 議員（議会に参加）

### 委員会
- 総務委員会（各クラス会長、副会長が属する）
- 公安委員会（朝、終礼での生徒の貴重品の回収）
- 整美委員会（学校の掃除）
- JRC委員会（ベルマーク、エコキャップ集め）
- 体育委員会（体育館、運動場の見回り）
- 文化委員会（行事の運営）
- 放送委員会（毎日の放送を行う）
- 図書委員会（図書室の管理）
- 園芸委員会（花壇の整備）
- 保健委員会（朝礼での健康チェック）
- 選挙管理委員会（選挙の管理）
- 柏樹編集委員会（文集柏樹の作成）
- 新聞編集局（校内新聞の作成）

### 係
- 数学係
- 英語係
- 理科係
- 社会係
- 国語係
- 保健体育係
- 技術家庭係
- 音楽係
- 美術係
- その他の教科係
- お茶係（近年はコロナ禍のため、無）
- エコ係
- 集配係

## 部活動
入部は強制ではなく、生徒の3分の2程度が参加している。兼部は認められていない。陸上部は、部員の不足により71期より廃部となった。部活動の地域移行に伴い令和9年度までにはすべての部活がなくなる。(無表記のものは令和9年度に新規募集停止)
運動部
- サッカー部(令和7年度新規募集停止)
- 男子テニス部
- 女子テニス部
- 男子ハンドボール部(令和8年度新規募集停止)
- 女子ハンドボール部(令和7年度新規募集停止)
- 女子バレーボール部(令和8年度新規募集停止)
- 男子バスケットボール部
- 女子バスケットボール部
- 女子バドミントン部

文化部
- 囲碁・将棋部
- 美術部(令和8年度新規募集停止)
- 合唱部

## 取得できる検定
- 英検 - 4級、3級、準2級を受験することができる。（ただし、時々2級の試験も行われる）
- 漢検 - 5級から2級まで受けることができる。

## 入試
附属小学校からの120名と外部からの40名で構成される。外部からの入学のみ学力試験が課せられる。学力試験（1次試験）では、例年40名以上の合格者を出すのが通例となっている。そして、面接・体育実技による選抜（2次試験）が行われ、最終的な合格者が決定する。なお、金沢大学の法人化により、それまで義務付けられていた抽選による選抜が、学校側による裁量で実施できるようになった。時期は例年12月中旬。

## 進路
金沢大学附属高等学校への進学は例年約35名となっている（推薦）。その他125名程度が県内の他の進学校に進学する。また、数名ではあるが、他県の進学校に行く者もいる。

## 年表
- 1947年4月 - 石川師範学校男子部附属小学校・女子部附属小学校にそれぞれ附属中学校を併設
- 1949年
  - 4月 - 石川青年師範学校に附属中学校を開設。石川師範学校男子部附属中学校・女子部附属中学校・石川青年師範附属中学校を統合、石川師範学校附属中学校として金沢市広坂の校舎に開校
  - 5月 - 金沢大学の設置により「金沢大学石川師範学校附属中学校」と改称、生徒会・育友会がそれぞれ会則を制定
  - 10月 - 生徒会が「蛍雪新聞」を創刊
- 1951年
  - 3月 - 金沢大学教育学部に附属学校を設置、金沢大学教育学部と改称する。主事を廃止して校長を置く。
  - 10月 - 図書館が金沢大学図書館に内包され、分館が置かれる。
  - 11月 - 校内放送設備が完成
- 1952年11月 - 生徒会誌「柏樹」を創刊
- 1953年3月 - 校歌を制定
- 1955年4月 - 研究紀要が創刊
- 1960年3月 - 特別教室が完成
- 1962年3月 - 体育館が完成
- 1964年3月 - 体育館ステージが完成
- 1968年
  - 3月 - 運動場拡張工事が完成
  - 10月 - 附中讃歌を制定
- 1971年
  - 2月 - 技術家庭教室棟が完成
  - 10月 - 放送設備を更新
- 1975年
  - 9月 - 視聴覚室・生徒用新下足置場が完成
  - 10月 - 生徒用部室を改装
- 1994年4月 - 平和町新校舎建設起工式を挙行
- 1995年
  - 3月 - 新校舎が完成
  - 7月 - 「広坂おわかれ会」を開催
  - 9月 - 平和町キャンパスへ移転し新校舎での授業を開始、「落成式」を挙行
  - 12月 - 「金沢大学教育学部附属小学校・中学校・幼稚園舎完成記念式典」を挙行
- 1997年5月 - 1997年度・1998年度「環境のための地球観測学習プログラム」の文部省モデル校の指定を受ける。
- 2008年4月 - 金沢大学の3学域16学類への学部再編により「金沢大学人間社会学域学校教育学類附属中学校」と改称

## 著名な出身者
- 今井亮一（交通ジャーナリスト）
- 岡田直樹（政治家、参議院議員）
- 嘉門洋子（女優、タレント）
- 高倉美貴（女優）
- 半田玲子（トランポリン選手）
- 松中権（社会運動家）
- 松尾由美（作家）
- 森重有里彩 (アナウンサー）
- 保科有里(歌手）[3]
- 篠永紗也子（ピアニスト）[4]

## 交通手段
- 北鉄バス（学校の前にバス停「金大附属学校自衛隊前」あり）
- 自転車（冬季は禁止）
- 徒歩
- 電車（バスとの併用）